# مسجد زندر
مسجد زندر، هو مسجد يقع في مدينة زندر ثاني مدن دولة النيجر في إفريقيا، بني المسجد في القرن التاسع عشر.

## الوصف
المسجد مبنى من الطوب اللبن، ويعد أحد أقدم المساجد، وأحد المعالم التاريخية في النيجر.
تعرض المسجد للتدمير في 3 سبتمبر 2024، بسبب مياه  الأمطار والفيضانات الشديدة التي حصلت في المنطقة الوسطى الشرقية من النيجر.